# STAR BOX EXTRA PRINCESS PRINCESS
『STAR BOX EXTRA PRINCESS PRINCESS』（スター ボックス エクストラ プリンセス プリンセス）は、2001年12月5日にリリースされた、レコードレーベル主導によるプリンセス プリンセスのベスト・アルバム。

## 解説
STAR BOX EXTRAシリーズの一つとしてリリースされた。三方背BOX仕様。現在は配信で入手可能。

## 収録曲
1. 恋はバランス [4:08]
  - 1stシングル。
  - アルバム『TELEPORTATION』収録。
2. 世界でいちばん熱い夏 [3:45]
  - 2ndシングル・8thシングル。
  - オリジナル・アルバム未収録。
3. MY WILL [4:19]
  - 3rdシングル。
  - アルバム『HERE WE ARE』収録。
4. 19 GROWING UP -ode to my buddy- [4:18]
  - 4thシングル。
  - アルバム『HERE WE ARE』収録。
5. GO AWAY BOY [4:14]
  - 5thシングル。
  - アルバム『HERE WE ARE』収録。
6. GET CRAZY ! [4:37]
  - 6thシングル。
  - アルバム『LET'S GET CRAZY』収録。
7. Diamonds [5:01]
  - 7thシングル。
  - オリジナル・アルバム未収録。
8. パパ [5:16]
  - 『LOVERS』収録。
9. ジュリアン [5:09]
  - 10thシングル。
  - アルバム『PRINCESS PRINCESS』収録。
10. KISS [4:33]
  - 11thシングル。
  - オリジナルアルバム未収録。
11. ジャングル プリンセス [5:06]
  - 13thシングル。
  - アルバム『DOLLS IN ACTION』収録。
12. ふたりが終わる時 [2:54]
  - 17thシングル。
  - アルバム『Majestic』収録。
13. THE SUMMER VACATION [3:53]
  - 18thシングル。
  - オリジナル・アルバム未収録。
14. Fly Baby Fly [3:49]
  - 20thシングル。
  - アルバム『The Last Princess』収録。
15. 純愛 [4:22]
  - 20thシングル「Fly Baby Fly」C/W。
  - アルバム『The Last Princess』収録。